# レナーテ・レインスヴェ
レナーテ・レインスヴェ（Renate Reinsve, [no]; 1987年11月24日 - ）は、ノルウェーの女優である。彼女はヨアキム・トリアーの映画『オスロ、8月31日』（2011年）で映画デビューした。彼女はトリアーのロマンティック・ドラマ映画『わたしは最悪。』（2021年）でカンヌ国際映画祭女優賞を獲得し、ブレイクした。
彼女の出演作には他に、Apple TV+のリーガル・スリラーシリーズ『推定無罪』、A24の風刺・ダークコメディ映画『顔を捨てた男』、スリラー映画『Armand』、トリアーと三度組んだ『Sentimental Value』（2025年）がある。

## 生い立ち
1987年にブスケルー県ソルベルゲルヴァで生まれ、オスロ国立芸術大学で学んだ後にレインスヴェはトロンデラーグ・シアターに加わった。
16歳のときに学校を退学となった後にレインスヴェはノルウェーを離れてスコットランドに移り、エディンバラのホステルに滞在した。彼女は資金が尽きると、ホテルのマネージャーから「かわいそうに思われた」ため、バーでの仕事を斡旋された。

## キャリア

### 2011年-2020年: 映画デビューと初期の作品

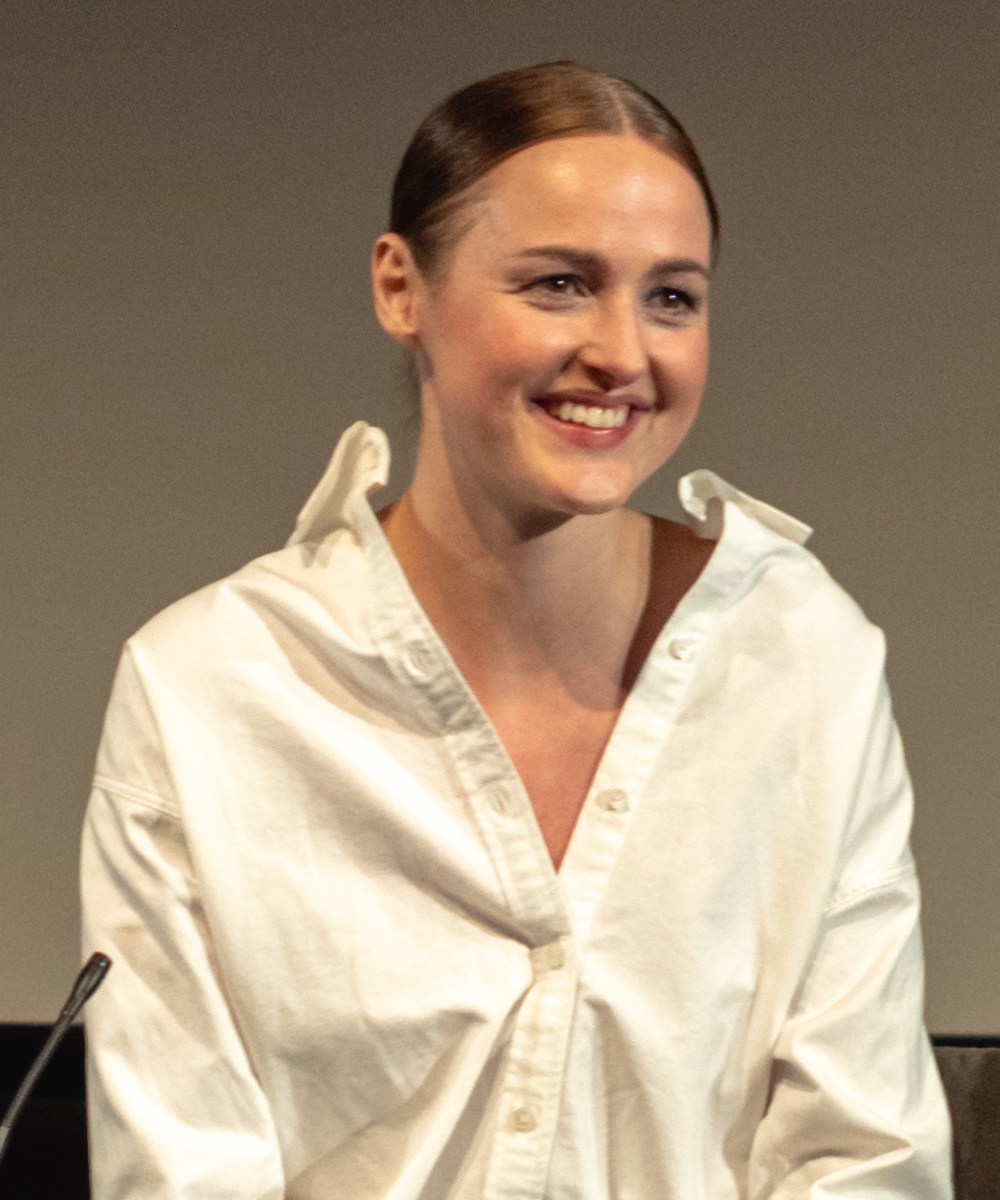
2022年

2014年に彼女は、フリードリヒ・デュレンマットの戯曲『貴婦人の訪問』を基とした『Besøk av gammel dame』でヘッダ賞を獲得した。2016年以降の彼女はノルウェー劇場と契約している。この頃の彼女の出演映画には、『オスロ、8月31日』（2011年）、『オルハイム・カンパニー』（2012年）、『Welcome to Norway』（2016年）、テレビ作品には『Nesten voksen』や『Hvite gutter』がある。

### 2021年-現在: ブレイク
2021年、レインスヴェはヨアキム・トリアー監督ののロマンティック・コメディ・ドラマ映画『わたしは最悪。』で主人公のユリヤを演じ、これは第74回カンヌ国際映画祭でプレミア上映されて高評価された。テレビ番組『Late Night with Seth Meyers』に出演したレインスヴェは、ユリヤ役をオファーされる前日に俳優業を辞めることを考えており、大工に転職することを検討していたことを明かした。トリアーはユリアの役を彼女のために特別に書き下ろした。『ガーディアン』のピーター・ブラッドショウはこの映画に5ツ星を与え、「この映画で役を演じたレナーテ・レインスヴェはロケットのように飛翔し、リリー・ジェームズやアリシア・ヴィキャンデルと肩を並べるスターとしての地位を確立するに値する、非常に成熟した、繊細で共感できる演技を披露している」と評した。彼女はこの映画での演技により、カンヌ国際映画祭女優賞などを獲得し、また英国アカデミー賞主演女優賞などで候補に挙がった。

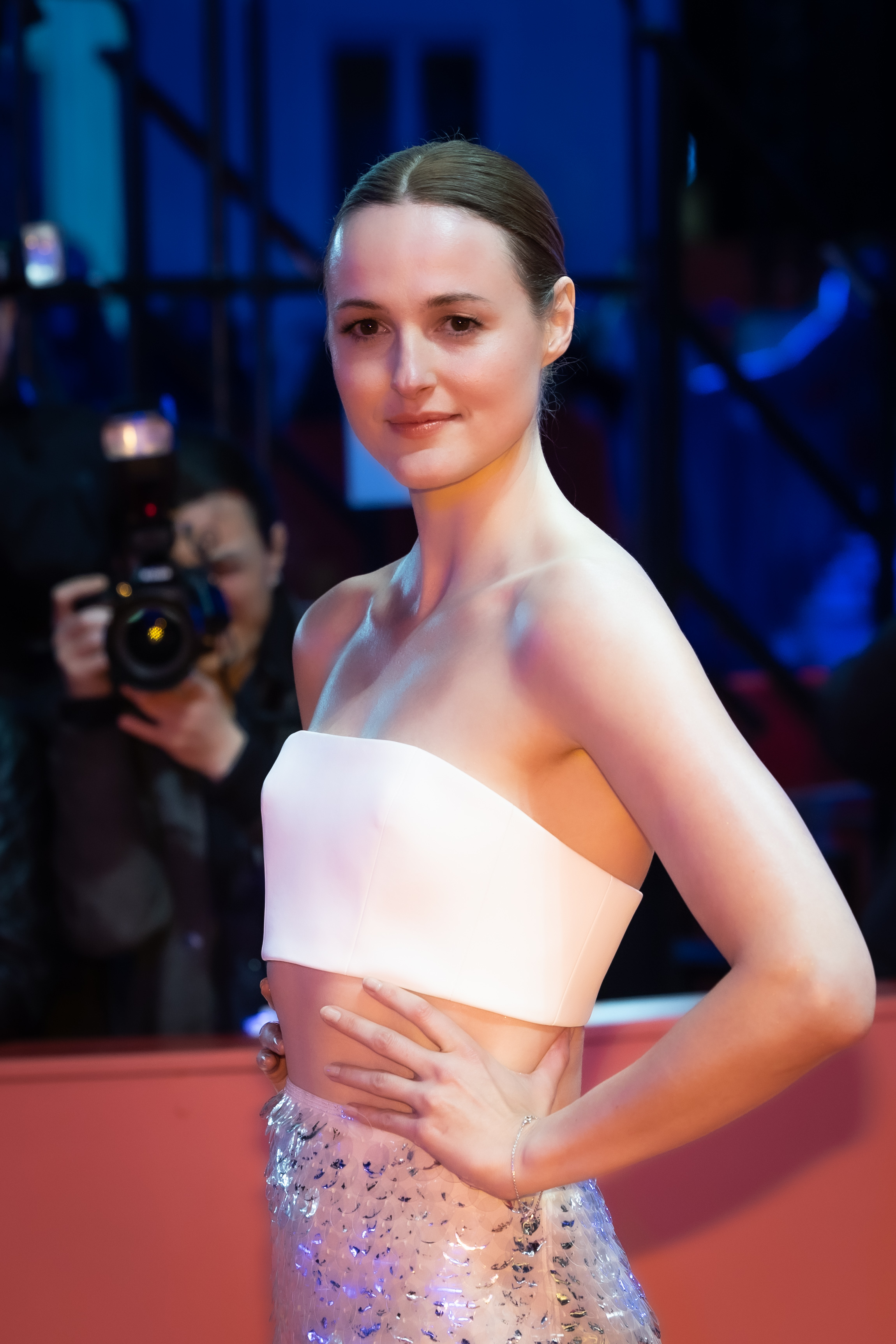
第74回ベルリン国際映画祭にて

レインスヴェは第74回ベルリン国際映画祭のコンペティション部門で上映された2本の映画に出演した。1本目はアーロン・シンバーグ監督のサイコロジカルドラマ『顔を捨てた男』であり、セバスチャン・スタンと共演、2本目はピエロ・メッシーナ監督のSFロマンス『Another End』であり、ガエル・ガルシア・ベルナルと共演した。レインスヴェはまた、第77回カンヌ国際映画祭でプレミア上映されたハーフダン・ウルマン・トンデルl監督の『Armand』に出演した。この映画での演技により彼女はヨーロッパ映画賞女優賞にノミネートされた。また2024年に彼女は、Apple TV+の法廷スリラーシリーズ『推定無罪』でジェイク・ジレンホールらと共演した。このシリーズは1987年の小説『推定無罪 プリジュームド・イノセント』を原作としている。
レインスヴェはヨアキム・トリアーと三度組み、ファミリー・ドラメディ映画『Affeksjonsverdi』でステラン・スカルスガルドやエル・ファニングと共演した。この映画は2024年8月に撮影が始まり、第78回カンヌ国際映画祭でプレミア上映された。『インディーワイア』のデヴィッド・エールリックは、彼女と監督のコラボレーションを称賛し、「レインスヴェはトリアーのエネルギーに完璧に調和しており、『Sentimental Value』は彼女が役柄に持ち込む躁病的なフラストレーションによって支えられている」と述べた。『ハリウッド・リポーター』のデヴィッド・ルーニーは、「レインスヴェが、彼女の生々しい感情を余すところなく引き出してくれる監督と再び働くのを見るのは、特に嬉しい」と述べ、彼女の演技力とコメディ能力を称賛した。2025年6月、レインスヴェがケイン・パーソンズが監督するA24のSF映画『The Backrooms』でキウェテル・イジョフォーと共演することが発表された。

## フィルモグラフィ

### 映画
| dagger | 公開されていない作品を示す |

| 年   | 日本語題 原題                                 | 役名         | 備考                   |
| ---- | --------------------------------------------- | ------------ | ---------------------- |
| 2011 | オスロ、8月31日 Oslo, 31. august              | レナーテ     |                        |
| 2012 | Kompani Orheim                                | Lene         |                        |
| 2015 | Kvinner i for store herreskjorter             | Ane          |                        |
| 2015 | アサイラム・バスターズ Villmark 2             | Synne        |                        |
| 2016 | Welcome to Norway                             | Line         |                        |
| 2017 | Ekspedisjon Knerten                           | Mor          |                        |
| 2018 | Føniks                                        | Kristin      |                        |
| 2021 | わたしは最悪。 Verdens verste menneske        | ユリヤ       |                        |
| 2024 | アンデッド/愛しき者の不在 Håndtering av udøde | Anna         |                        |
| 2024 | 顔を捨てた男 A Different Man                  | イングリッド |                        |
| 2024 | Another End                                   | Zoe / Ava    |                        |
| 2024 | Armand                                        | Elizabeth    | 兼製作総指揮           |
| 2025 | Affeksjonsverdi                               | Nora         | 兼製作総指揮           |
| TBA  | X                                             | Ingvild      | ポストプロダクション中 |
| TBA  | Fjord                                         |              | ポストプロダクション中 |
| TBA  | The Backrooms                                 |              | 撮影中                 |

### テレビシリーズ
| 年        | 日本語題 原題              | 役名             | 備考                             |
| --------- | -------------------------- | ---------------- | -------------------------------- |
| 2015      | Mysteriet på Sommerbåten   | Aktuar           |                                  |
| 2015      | Unge lovende               | N/A              | 第1シーズン第1話                 |
| 2017-2019 | Best Før                   | Anemone          | 計23話出演                       |
| 2018      | Nesten voksen              | Siri             | 計3話出演                        |
| 2018      | Roeng                      | Lena             | 計10話出演                       |
| 2018-2021 | Hvite gutter               | Frida            | 計13話出演                       |
| 2022      | Ida tar ansvar             | Sarah            | 第1シーズン第7話「Et dukkehjem」 |
| 2024      | 推定無罪 Presumed Innocent | Carolyn Polhemus | 計8話出演                        |

## 受賞とノミネート
| 賞                                                 | 年   | 部門                                    | 候補作            | 結果       | 参照   |
| -------------------------------------------------- | ---- | --------------------------------------- | ----------------- | ---------- | ------ |
| アマンダ賞                                         | 2016 | 助演女優賞                              | Welcome to Norway | ノミネート | [ 28 ] |
| アマンダ賞                                         | 2022 | 主演女優賞                              | わたしは最悪。    | 受賞       | [ 29 ] |
| 英国アカデミー賞                                   | 2022 | 主演女優賞                              | わたしは最悪。    | ノミネート | [ 30 ] |
| カンヌ国際映画祭                                   | 2021 | 女優賞                                  | わたしは最悪。    | 受賞       | [ 1 ]  |
| ヨーロッパ映画賞                                   | 2021 | 女優賞                                  | わたしは最悪。    | ノミネート | [ 31 ] |
| ヨーロッパ映画賞                                   | 2024 | 女優賞                                  | Armand            | ノミネート | [ 32 ] |
| インディーワイア批評家投票                         | 2021 | 演技賞                                  | わたしは最悪。    | 3位        | [ 33 ] |
| ロサンゼルス映画批評家協会                         | 2021 | 主演女優賞                              | わたしは最悪。    | 次点       | [ 34 ] |
| ロンドン映画批評家協会                             | 2021 | 主演女優賞                              | わたしは最悪。    | ノミネート | [ 35 ] |
| 全米映画批評家協会                                 | 2021 | 主演女優賞                              | わたしは最悪。    | 次点       | [ 36 ] |
| オンライン映画批評家協会                           | 2021 | 主演女優賞                              | わたしは最悪。    | ノミネート | [ 37 ] |
| サテライト賞                                       | 2022 | 映画主演女優賞 (コメディ・ミュージカル) | わたしは最悪。    | ノミネート | [ 38 ] |
| シアトル映画批評家協会                             | 2021 | 主演女優賞                              | わたしは最悪。    | ノミネート | [ 39 ] |
| バンクーバー映画評論家協会                         | 2021 | 主演女優賞                              | わたしは最悪。    | ノミネート | [ 40 ] |
| ドリアン賞                                         | 2022 | 映画演技賞                              | わたしは最悪。    | ノミネート | [ 41 ] |
| 女性映画ジャーナリスト同盟                         | 2021 | 大胆な演技賞                            | わたしは最悪。    | ノミネート | [ 42 ] |
| 女性映画ジャーナリスト同盟                         | 2021 | 女性ブレイクスルー演技賞                | わたしは最悪。    | ノミネート | [ 42 ] |
| セントラル・フロリダ映画批評家協会                 | 2021 | 主演女優賞                              | わたしは最悪。    | 受賞       | [ 43 ] |
| ディスカッシング映画批評家賞                       | 2022 | 主演女優賞                              | わたしは最悪。    | ノミネート | [ 44 ] |
| グレーター・ウェスタン・ニューヨーク映画批評家協会 | 2021 | 主演女優賞                              | わたしは最悪。    | ノミネート | [ 45 ] |
| ノースカロライナ映画批評家協会                     | 2022 | 主演女優賞                              | わたしは最悪。    | ノミネート | [ 46 ] |
| ノースダコタ映画協会                               | 2022 | 主演女優賞                              | わたしは最悪。    | ノミネート | [ 47 ] |
| オンライン女性映画批評家協会                       | 2021 | 主演女優賞                              | わたしは最悪。    | ノミネート | [ 48 ] |
| ポートランド批評家協会                             | 2021 | 主演女優賞                              | わたしは最悪。    | ノミネート | [ 49 ] |